# Carl Ekstrand Hamrén
Carl Julius Ekstrand Hamrén, född 17 juni 1996 i Örebro, är en svensk fotbollsspelare (försvarare) som spelar för Karlslunds IF. 

## Karriär
Hamréns moderklubb är Karlslunds IF. Han lämnade Karlslund som 15-åring för spel i ungdomsverksamheten hos Örebro SK. 2014 skrev Hamrén på ett kontrakt med A-laget, ett kontrakt som i december 2016 förlängdes med två år.
Den 15 mars 2017 lånades Hamrén ut till division 1-klubben Västerås SK. I augusti 2017 återvände Hamrén till moderklubben Karlslunds IF.